# Guasimitas
Guasimitas är en ort i Mexiko.   Den ligger i kommunen Guaymas och delstaten Sonora, i den nordvästra delen av landet, 1 500 km nordväst om huvudstaden Mexico City. Guasimitas ligger 10 meter över havet och antalet invånare är 190.
Terrängen runt Guasimitas är huvudsakligen platt, men åt nordost är den kuperad. Runt Guasimitas är det glesbefolkat, med 12 invånare per kvadratkilometer. Närmaste större samhälle är Vicam, 6,0 km öster om Guasimitas. Omgivningarna runt Guasimitas är i huvudsak ett öppet busklandskap.